# Talk That Talk
Talk That Talk er det sjette studiealbum af Rihanna. Det blev udgivet d. 18. november 2011 af Def Jam Recordings. 

## Spor
Talk That Talk
1. «You Da One»
2. «Where Have You Been»
3. «We Found Love» med Calvin Harris
4. «Talk That Talk» med Jay-Z
5. «Cockiness (Love It)»
6. «Birthday Cake»
7. «We All Want Love»
8. «Drunk on Love»
9. «Rock Me Out»
10. «Watch n' Learn»
11. «Farewell»
12. «We Found Love [Calvin Harris Extended Mix]» med Calvin Harris

Talk That Talk (Deluxe Edition)
1. «You Da One»
2. «Where Have You Been»
3. «We Found Love» med Calvin Harris
4. «Talk That Talk» med Jay-Z
5. «Cockiness (Love It)»
6. «Birthday Cake»
7. «We All Want Love»
8. «Drunk on Love»
9. «Rock Me Out»
10. «Watch n' Learn»
11. «Farewell»
12. «Red Lipstick»
13. «Do Ya Thang»
14. «Fool in Love»
15. «We Found Love [Calvin Harris Extended Mix]» med Calvin Harris